# Mądziak malinowy

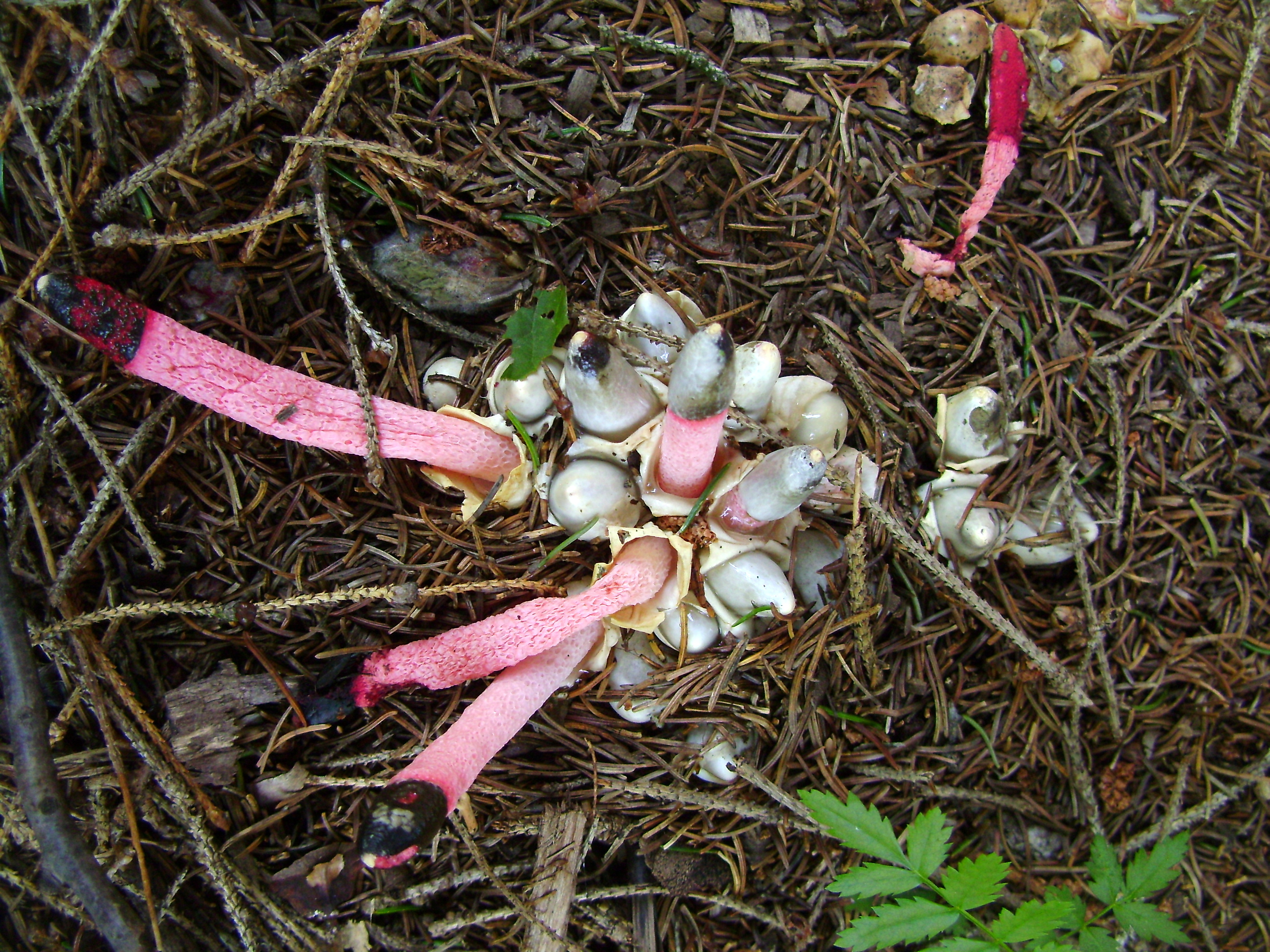
Receptakle i jaja mądziaka malinowego

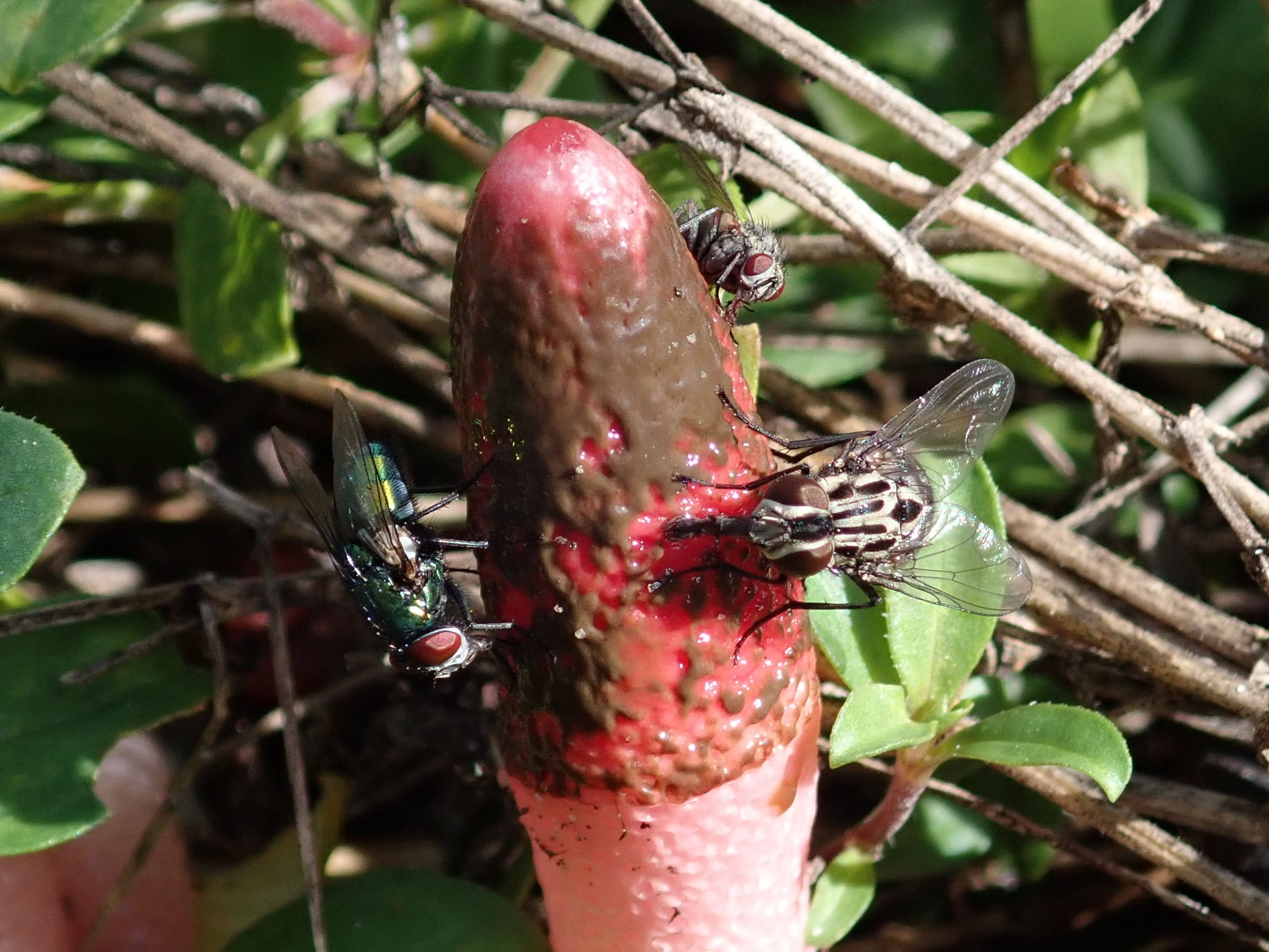
Muchówki zwabione zapachem masy zarodnikowej

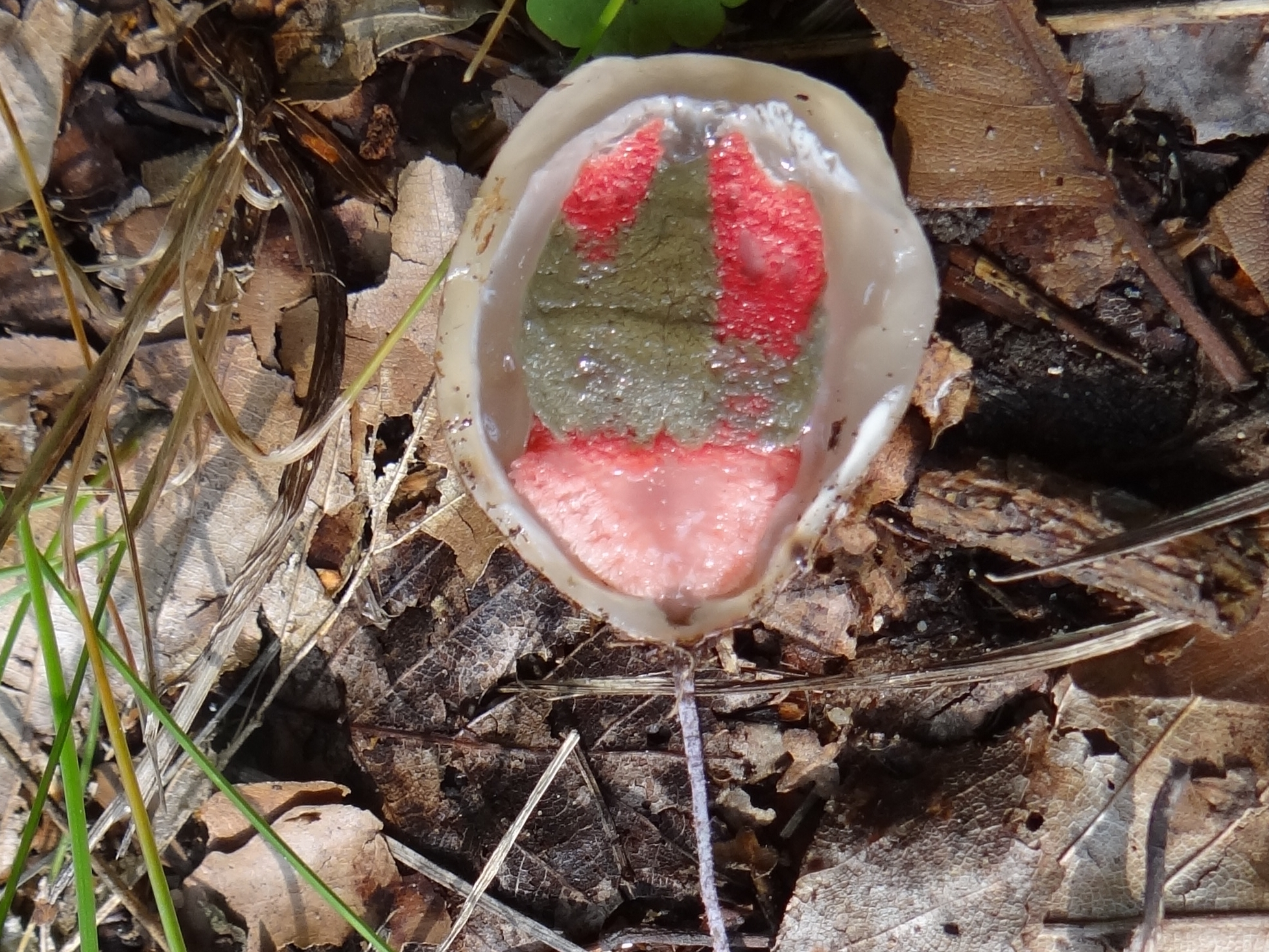
Przekrój młodego owocnika (tzw. jaja)

Mądziak malinowy (Mutinus ravenelii (Berk. & M.A. Curtis) E. Fisch) – gatunek grzybów z rodziny sromotnikowatych (Phallaceae). 

## Systematyka i nazewnictwo
Pozycja w klasyfikacji według Index Fungorum: Mutinus, Phallaceae, Phallales, Phallomycetidae, Agaricomycetes, Agaricomycotina, Basidiomycota, Fungi.
Po raz pierwszy takson ten zdiagnozowali w 1853 r. Miles Joseph Berkeley i William Curtis nadając mu nazwę Corynites ravenelii. Obecną, uznaną przez Index Fungorum nazwę nadał mu w 1888 r. E. Fisch., przenosząc go do rodzaju Mutinus. 
Niektóre synonimy naukowe:
- Corynites ravenelii Berk. & M.A. Curtis 1853
- Dictyophora ravenelii (Berk. & M.A. Curtis) Burt 1896
- Ithyphallus ravenelii (Berk. & M.A. Curtis) E. Fisch. 1886

Nazwę polską nadali Barbara Gumińska i Władysław Wojewoda w 1983 r. W polskim piśmiennictwie mykologicznym gatunek ten opisywany był też jako mądziak szkarłatny. 

## Morfologia
Owocnik
Początkowo ma postać jaja o rozmiarach 2–1,5 cm, okrytego białym i gładkim perydium. Rozwijający się owocnik przebija górną część perydium i rośnie w górę tworząc walcowaty receptakl. Czasami część rozerwanego perydium pozostaje na wierzchołku receptakla, tworząc niby czapeczkę. Wysokość receptakla 6–7 cm, wyjątkowo do 10 cm, grubość 1 cm. Ma kształt walcowaty, podstawę nieco zwężoną, a wierzchołek zaostrzony. Wewnątrz receptakl jest pusty, czasami na szczycie znajduje się otworek. Dolna, bezpłodna część receptakla jest biaława z malinowym odcieniem, czasami całkiem biała. Górna, płodna część jest silnie malinowa i pokryta oliwkowozieloną, śluzowatą masą zarodnikową, która wytwarza silny i bardzo nieprzyjemny zapach podobny do zapachu fekaliów lub psującego się mięsa. Zapachem tym zwabia owady padlinożerne, które siadają na owocniku, a do ich odnóży przyklejają się zarodniki, za pośrednictwem owadów roznoszone często na spore odległości. Zaobserwowano też, że owocniki tego grzyba są chętnie i bez szkody dla ich zdrowia zjadane przez psy. 
Zarodniki
Gładkie i elipsoidalne o rozmiarach 4–6 × 1–3 μm.

## Występowanie i siedlisko
Gatunek synantropijny pochodzący z Ameryki Północnej. Zwiększa zasięg występowania. W Europie znaleziony po raz pierwszy w Niemczech w 1943 roku. Obecnie w Europie jest szeroko rozprzestrzeniony, pojawił się również na Nowej Zelandii. Spotykany jest również w Polsce.
W Polsce po raz pierwszy mądziaka malinowego zaobserwowano w Krakowie w 1965 r. Występował tutaj w miejscach wilgotnych, na próchnicznej glebie. Na naturalnych siedliskach obserwowano go po raz pierwszy w 1987 r. w Kampinoskim Parku Narodowym. Był gatunkiem rzadkim, umieszczono go więc na liście grzybów podlegających ścisłej ochronie. Jednak po stwierdzeniu, że jest w Polsce gatunkiem obcym, w 2004 r. został z tej listy usunięty.
Saprotrof. Owocniki wytwarza od czerwca do listopada. Rośnie na ziemi w parkach i ogrodach, w szkółkach leśnych, rzadko w lasach i zaroślach (szczególnie pod wierzbami). Często występuje w miastach, obok wysypisk śmieci i w zanieczyszczonych zaroślach, czasami także w parkach. Preferuje stanowiska zasobne w warstwę próchniczną.